# ألكسندر ماكسيمينكو (لاعب كرة قدم)
ألكسندر ماكسيمينكو (الروسية: Александр Владимирович Максименко) هو لاعب كرة قدم روسي في مركز حراسة المرمى، ولد في 19 مارس 1998 في روستوف على نهر الدون في روسيا. لعب مع سبارتاك موسكو ونادي سبارتاك موسكو 2 لكرة القدم.

## وصلات خارجية
- ألكسندر ماكسيمينكو (لاعب كرة قدم) على موقع الاتحاد الأوربي (الإنجليزية)
- ألكسندر ماكسيمينكو (لاعب كرة قدم) على موقع قاعدة بيانات كرة القدم.إي يو (الإنجليزية)
- ألكسندر ماكسيمينكو (لاعب كرة قدم) على موقع ناشيونال فوتبول تيمز (الإنجليزية)
- ألكسندر ماكسيمينكو (لاعب كرة قدم) على موقع Soccerway.com (الإنجليزية)
- ألكسندر ماكسيمينكو (لاعب كرة قدم) على موقع عالم كرة القدم.نت (الإنجليزية)